# Aulacopalpus castaneus
Aulacopalpus castaneus är en skalbaggsart som beskrevs av François Louis Nompar de Caumont de Laporte 1840. Aulacopalpus castaneus ingår i släktet Aulacopalpus och familjen Rutelidae. Inga underarter finns listade.